# John Kemble (helgon)
John Kemble, född 1599 i St. Weonards, död 22 augusti 1679 i Hereford, var en romersk-katolsk präst. Han vördas som helgon inom Romersk-katolska kyrkan och tillhör Englands och Wales fyrtio martyrer.

## Biografi
John Kemble studerade vid det engelska colleget i Douai i norra Frankrike. År 1585 hade det i England stiftats en lag som innebar att det var förräderi för en romersk-katolsk präst att återvända till England. Kemble prästvigdes 1625 och reste inom kort tillbaka till England. Han hade broderns bostad, Pembridge Castle, som bas för sitt katolska apostolat.
Under Karl I och samväldets tid kunde Kemble och hans medhjälpare verka tämligen ostörda och han grundade katolska församlingar i bland annat Llwyn, the Craig och Hilston.
Läget för Kemble förändrades helt i samband med den så kallade påvekonspirationen, uppdiktad 1678 av Titus Oates. Denne påstod att det i katolska kretsar existerade en omfattande konspiration att mörda Karl II och ersätta denne med den katolske Jakob II. Oates lögner förde med sig att en rad katoliker, även präster, greps och rannsakades. Efter att ha verkat som katolsk präst i nära femtiofyra år greps Kemble den 7 december 1678. Den 80-årige Kemble internerades i Hereford och dömdes till hängning, dragning och fyrdelning. Först fördes han dock till London, där han gavs löfte om benådning om han avslöjade detaljerna kring den fingerade sammansvärjningen. Han fördes tillbaka till Hereford, där han avrättades den 22 augusti 1679.
John Kembles rum på Pembridge Castle har bevarats.

## Bilder
| - Helige John Kembles grav i Welsh Newton. |

### Webbkällor
- ”Ven. John Kemble”. Catholic Encyclopedia. New Advent. Arkiverad från originalet den 23 augusti 2018. https://web.archive.org/web/20180823174516/http://www.newadvent.org/cathen/08616a.htm. Läst 23 augusti 2018.
- ”San Giovanni Kemble, sacerdote e martire”. Santi e Beati. http://www.santiebeati.it/Detailed/93310.html. Läst 23 augusti 2018.